# 코로나바이러스감염증-19
코로나바이러스감염증-19(코로나19, 영어: coronavirus disease 2019, COVID-19) 또는 신종 코로나바이러스 감염증(문화어: 신형코로나비루스감염증)은 SARS-CoV-2가 일으키는 중증 호흡기 증후군이다. 2019년 12월에 중국 우한시 에서 첫 사례가 보고되었고 전 세계적으로 퍼져나가면서 유행병으로 자리잡았다.
코로나-19의 증상은 다양하지만 발열
, 기침 등이 있다. 증상은 바이러스에 감염된지 1~14일 안에 나타난다. 특히 감염된 사람 중 3분의 1은 무증상 감염자로 눈에 띈 증상이 나타나지 않는다. 환자로 분류될 만큼 눈에 띄는 81%의 사람들은 경증에서 중증의 증상이 발생하며, 14%의 사람들은 호흡 곤란, 저산소증 등 증상이 발생하며, 5%의 사람들은 호흡기 부전, 쇼크 등 심각한 증상이 발생한다. 고령자는 심각한 증상이 발생할 확률이 더 높으며, 일부 사람들은 회복후 긴 시간 동안 접한 코로나19 때문에 장기 손상이 관찰되었다. 질병의 장기적인 영향을 더 조사하기 위해 오랜 기간 동안 조사가 이루어지고 있다.
코로나19 전염은 감염자의 호흡과 비말 접촉으로 발생한다. 감염자와 가까이 있을 때 감염 확률이 가장 높지만 통풍, 환기가 안된 실내에서는 먼거리에서도 감염될 수 있다. 만진 물체에 접촉해도 수 있지만 크게 기여하지 않는다. 그 사람은 증상이 나타나기 최대 2일전에 바이러스를 전파할 수 있다. 보통 증상은 10일 동안, 중증의 경우엔 20일 동안 증상이 계속될 수 있다.
코로나19 바이러스를 진단한 데엔 여러 가지 방법이 있다. 표준 진단 방법은 실시간 역전사 중합 연쇄 반응 (rRT-PCR), 전사 매개 증폭 (TMA) 또는 역전사 루프 매개 등온 증폭 (RT-LAMP)에 의해 바이러스를 면봉으로 검출한 것이다.
예방 조치엔 신체적 또는 사회적 거리두기, 격리, 실내 공간 환기, 손 씻기, 마스크 착용, 백신 접종, 불필요한 외출 자제 등이 있다. 최근에는 백신이 개발되어 접종 중에 있다. 또한 잘못된 정보가 인터넷 등에 퍼져 많은 피해를 입었다. 2023년5월 사실상 엔데믹 선언을 했으나 다시 생겨났다.「19」

## 명칭

### 중국 대륙
2019년 12월 중순, 중화인민공화국 후베이성 우한시에서 원인을 알 수 없는 폐렴 증상을 보인 환자가 있었다. 병원체 식별 및 병의 원인에 대한 예비 조사가 진행되고 있기 때문에, 우한시 보건위원회는 이를 원인불명폐렴(중국어: 不明原因肺炎 부밍 옌인 페이옌[*])이라고 불렀으며, 대부분의 언론이 일반적으로 이 용어를 선택했다. 우한시 보건위원회에 따르면 2019년 12월 31일에 원인 불명 폐렴에 대한 공식적인 첫 보고가 있는데, 당시 기준으로 27건의 확진 사례가 보고되었다고 전했다.
1월 13일, 중국 대륙에서 중화인민공화국 국가위생건강위원회는 질병을 신종 코로나바이러스 감염 폐렴(중국어: 新型冠状病毒感染的肺炎 신싱 관좡빙두 간란 페이옌[*], 문화어: 신종 코로나 페염)이라고 언급했다. 그후 2월 7일, 중국 국가위생건강위원회가 통지를 발표하고, 그 다음날 오후에 국무원 공동 예방 및 통제 메커니즘은 신종 코로나바이러스 감염증이 일시적으로 신형 코로나바이러스 폐렴(중국어: 新型冠状病毒肺炎 신싱 관좡빙두 페이옌[*], 영어: novel coronavirus pneumonia, NCP, 문화어: 신형 코로나비루스 감염으로 인한 페염)으로 명명되었다는 기자회견을 열었다.
2월 12일, 세계보건기구의 명칭 공식화에 따라 COVID-19로 명명하였다.

### 세계보건기구
1월 30일, 세계보건기구는 임시적으로 2019-nCoV 급성 호흡기 질환(영어: 2019-nCoV acute respiratory disease)으로 명명하였다.
2020년 2월 12일 정식명칭을 Coronavirus disease-2019(코로나바이러스감염증-2019)의 약어인 COVID-19로 확정하였다.
2020년 3월 11일 코로나바이러스감염증-19에 대해 범유행(팬데믹)을 선언하였다.

### 대한민국
신종 코로나바이러스 감염증(新種coronavirus感染症)으로 불리다 2020년 2월 12일부터 코로나19(코로나일구)라는 한국어 명칭을 지정하여 사용한다.

### 기타 명칭
우한시에서 시작되었기 때문에, 우한 폐렴(중국어 간체자: 武汉肺炎, 정체자: 武漢肺炎, 병음: Wǔhàn fèiyán 우한 페이옌[*], 문화어: 무한 페염)이라는 명칭도 쓰였었다. 하지만 이는 지역 차별과 낙인 효과를 유발할 수 있음을 고려하여, 세계보건기구의 가이드라인에 따라 개정되었다.

## 전염
코로나바이러스감염증-19는 감염된 사람의 기침, 재채기, 말, 혹은 호흡 등에서 나오는 호흡기 비말을 통해서 다른 사람에게 전염된다. 감염된 사람이 배출하는 바이러스를 포함한 비말 혹은 에어로줄을 통해서 주변에 있는 다른 사람의 눈, 코 혹은 입에 들어가면서 전염된다. WHO와 미국 질병통제예방센터(CDC)는 주로 접촉 시, 기침, 재채기, 말할 때 발생하는 작은 방울에 의해 전파되며, 접촉은 1~3m 이내 라고 말한다.  큰 소리로 말하는 것은 보통 말하는 것보다 더 많은 물방울을 방출한다. 싱가포르의 한 연구에서는 발포되지 않은 기침이 4.5미터까지 이동하는 물방울로 이어질 수 있다는 것을 발견했다.
사람이 더 가까이 그리고 더 길게 접촉할수록 코로나-19에 전염될 가능성이 증가한다. 더 가까운 거리에 있을수록 땅에 가라앉을 수 있는 경향이 있는 더 큰 비말 입자에 노출되며, 먼 거리에서는 공기중의 입자가 포함된다. 호흡기 비말은 에어로줄을 타고 비말의 핵으로서 공기중에서 장기간 생존할 수 있다. 2020년 11월 기준으로, 큰 침방울과 작은 입자의 상대적 중요성은 명확히 입증되지 않았다. 공기를 통하는 전파는 주로 사람들이 밀집되고 환기가 잘 안된 식당, 교실, 카페, 사무실과 같은 밀폐되어 있는 실내에서 일어난다.
키스, 사람간의 신체 접촉은 바이러스의 전파를 쉽게 만들어 주며, 코로나-19에 쉽게 노출되게 된다. 또한 주된 전파 경로는 아니지만 사람과의 신체 접촉 없이도 코로나-19 바이러스가 묻어있는 물체를 접촉한 뒤, 손을 씻지 않고 자신의 눈, 코, 입을 만지는 행위도 전염의 위험성이 있다. 현재 인간의 대변, 소변, 모유, 음식, 폐수나 식수를 통한 전염에 대한 근거는 없지만, 임신중에 산모에서 태아에게 전파되는지에 대한 연구는 진행 중이기에 주의가 필요하다.
사회적 거리두기와 마스크를 착용한 것은 비말의 전파를 막아줘 코로나 감염의 위험을 줄여준다. 또한 실내에서 환기 시스템이 잘 갖추어져 있어 지속적인 환기를 통해 공기를 순환해 준다면 감염의 위험을 줄일 수 있다.
한 사람이 얼마나 많은 사람에게 전염을 할 수 있는지에 대해서는 개인마다 차이가 있지만 2020년 9월 기준으로 한 사람이 평균 두명에서 세명의 사람들에게 전염을 시키는 것으로 나타났다. 이는 어떠한 장소에서 집단으로 코로나-19 감염이 발생하기도 한다. 그리고 어떤 한 사람이 많은 사람들에게 바이러스를 전파한 슈퍼 전파 사례가 일어나기도 한다.
증상 발현 2일 전부터 바이러스가 전파가 가능하며, 증상이 없을 때에도 바이러스의 전파가 가능하다. 감염자들은 대부분 1주일에서 12일간 전염성을 띄며, 심각한 경우 2주간 전염이 가능한 상태로 있기도 한다. 또한 완치된 뒤 이후 다시 감염이 되는 재감염 사례들도 보고되었으며, 2020년 10월에 의학자들은 이에 관한 근거를 보고했다.
인간과 밀접한 생활을 공유한 반려동물인 개와 고양이에게도 코로나 바이라스 양성 반응이 나오거나 혈청에서 코로나 바이러스가 검출될 수 있으나, 이는 감염자에 의한 중성화 수술이나 감염자와 침구를 공유하여 일어난 것으로, 코로나 바이러스에 감염된 사람의 경우 개와 고양이 등의 반려동물과 함께 생활하지 않는 것이 권장된다. 미국질병예방통제국은 코로나 바이러스에 감염된 개나 고양이가 인간에게 다시 코로나 바이러스를 전염시킬 가능성은 낮다고 보고 있으며, 코로나 바이러스의 예방을 위해 동물의 살처분이나 검역을 고려해야 하거나 필요로 하지 않는다고 보고 있다.

## 징후 및 증상
감염된 사람들은 발열, 기침, 호흡 곤란, 설사와 같이 경증~중증의 증상을 보일 수 있다. 흔한 증상으로는 두통, 후각과 미각 상실, 코막힘과 콧물, 기침, 근육통, 인후통, 발열, 설사와 호흡곤란 등이 있다. 또한 합병증이나 병을 가진 사람들, 노인은 사망할 가능성이 크다. 잠복기는 세계보건기구는 2~10일로 추정하였으며, 미국 질병통제예방센터는 2~14일로 추정하였다. 최대 잠복기가 45일이라고도 밝혀졌다.
펜데믹 초기만 해도 코로나19는 주로 호흡계 질환만 앓고 있는 것으로 알려졌다. 하지만 시간이 지나면서, 심혈관계 또는 내분비계 등에도 증상이 나타났고, 최근은 중추신경계 증상을 보인 환자들도 있다. 그리고 코로나19가 뇌에서 이물질 차단 기능을 한 혈뇌장벽(BBB, Blood-Brain Barrier, 혈액뇌장벽)을 통과한단 동물 실험 결과가 나왔다. 이는 코로나19가 뇌에 침투하여 여러 가지 병을 일으키거나 심화될 수 있다는 것을 보여준다. 또한 일부 코로나19 환자들에게서 브레인 포그(Brain fog) 같은 인지 장애가 생기는 이유를 설명할 수 있단 점에서 주목을 받는다.
미국 과학진흥협회(AAAS) 사이트(www.eurekalert.org)에 공개된 주요 논문에 따르면 코로나19의 스파이크 단백질은 뇌의 염증 유발에도 관여한다.
논문의 제1 저자인 윌리엄 뱅크스 의학 교수는 “스파이크 단백질의 유도 작용으로 뇌가 사이토카인과 염증 유발 부산물을 분비한 것 같다”라고 말했다. 또한 뇌에 염증이 브레인 포그 현상의 원인으로 지목된 건 이번이 처음이 아니다. 영국 버밍엄대 연구진은 지난해 11월 뇌 신경회로 염증이 브레인 포그와 연관되어 있다는 논문을 발표했다. 그 후 신종 코로나가 급속히 확산하면서 ‘사이토카인 폭풍(면역 과민반응)’을 일으킨 중증 코로나19 환자들에게서 브레인 포그 등 인지 장애가 많이 나타나 관심을 모았다.

### 장기 후유증
장기 COVID(Long COVID)는 코로나바이러스감염증-19를 일으킨 바이러스에 처음 감염된 후 몇 주 또는 몇 달간 지속되거나 감염 후 나타날 수 있는 다양한 증상이다. 장기 COVID는 질병이 경미하거나 증상이 없더라도 코로나바이러스감염증-19를 앓은 모든 사람에게 나타날 수 있다.
장기 COVID:
1. 생각하는데 어려움이 있는 브레인 포그 현상(Brain fog)
2. 피로
3. 두통
4. 후각 또는/그리고 미각 상실
5. 가슴 통증
6. 숨가쁨
7. 기침
8. 관절통
9. 근육통
10. 우울증이나 불안감
11. 발열[62]

## 변이 바이러스
코로나 19 바이러스의 수천개의 변이가 나타났다. 세계보건기구는 파트너, 전문가 네트워크, 국가 당국, 기관 및 연구자와 협력하여 코로나 19 바이러스의 유전 계통을 명명하고 추척하기 위한 시스템을 구축해놓았다.
코로나 19 바이러스의 주목할 만한 변종은 2020년 말에 나타났다. 2020년 말 SARS-CoV-2 알파 변이, SARS-CoV-2 베타 변이, SARS-CoV-2 델타 변이 등 여러 가지 강력한 변이들이 나타났다. 특히 SARS-CoV-2 델타 변이는 감기로 오해하기 쉬워 전세계에서 이동을 많이 한 젊은층으로부터 감염이 확산되고 있다. 또한 이 변이 바이러스는 1명이 최대 7명을 감염시킬 정도로 심각한 상황을 맞이하였다. 현재 SARS-CoV-2 오미크론 변이란 새로운 변이가 발생한 상태고 최초 발생지는 보츠와나다.

## 예방
감염 가능성을 줄이기 위한 예방 조치에는 마스크 착용, 손 자주 씻기, 백신 맞기, 집에 머물기, 사람이 많은 곳에 가지 않기 등이 있다. 또한 씻지 않은 손으로 눈, 코, 입을 만지지 않는 것도 중요하다고 여겨진다.
또한 코로나19에 감염에 의심되거나 검사를 받았을 경우 진료를 제외하고 집에 머무는 등 지침이 많다.

### 백신
대한민국에서는 2021년 2월 26일 오전 9시부터 전국 보건소, 요양병원 등 1천915곳에서 아스트라제네카(AZ) 백신 접종이 시작되었다.
그러나 인도에서 시작된 코로나 변이는 이 마저 효과를 떨어뜨리게 만들었다.
가정은 코로나 바이러스가 재생산되는 주된 공간으로, 코로나 바이러스의 2차 감염에서 가정이 차지하는 비중은 21.1%로 가장 많았으며, 5일 이상을 함께 생활하는 가정이 그보다 적은 시간 동안 함께 생활을 한 가정보다 더 높은 수치의 재감염율을 보여줬다. 2차 전염은 단순 접촉보다는 가족이나 친구와의 만남 같은 사회적 요인에 의해 큰 영향을 받는데, 단순 접촉이 1.2%의 재생산 지수를 나타낸 것에 비해 가족이나 친구와의 만남은 5.9%로 더 높은 수치를 보여주었다. 백신을 맞지 않은 가정의 델타 변이에 의한 감염율은 38%였지만 백신을 접종한 가정에서의 접촉으로 인한 감염율은 25%까지 감소했다.

### 자가 격리
코로나19에 감염이 의심되거나 검사를 받은 후면 자가 격리를 권고 받는다. 여기엔 여러 가지 수칙들이 있다. 많은 정부가 자가 격리를 의무화하거나, 권장하였고, 고위험군에서는 강력한 자가 격리 지침이 내려졌다. 보통 자가 격리는 14일 동안 유지된다.

### 사회적 거리두기
사회적 거리두기는 개인 간 접촉을 최소화하여 감염을 줄이는 통제 조치다. 대한민국에서는 1~4단계로 진행하고 있다. 여행을 제한하고 학교에서는 온라인 학습, 직장은 집에서 일한 조치가 포함된다. 이 외에도 사람이 많은 곳을 폐쇄한 등 여러 가지 조치를 적용시킨다. 많은 정부가 감염이 많이 우려되는 지역에 사회적 거리두기를 권고하고 있다.
백신을 접종하였을 때의 델타 변이에 의한 감염은 그렇지 않았을 때보다 낮았다. 하지만 코로나 바이러스에 감염된 사람들이 가졌던 사회적 접촉의 빈도가 PCR 검사에서 음성이 나온 사람들보다 잦았던 것은, 개개인의 만남을 더 큰 시각에서 바라 볼 필요가 있단 것을 의미한다. 백신 접종 후 2개월에서 3개월 내로 코로나 바이러스에 대한 면역력이 감소한다. 백신의 접종 후에도 감염의 가능성이 여전히 남아있단 사실은 만남과 같은 사회적인 접촉을 자제한 것 또한 중요하단 의미를 제공한다. 또한 무증상 감염에 의한 감염자 재생산 지수는 증상이 있던 경우보다 5배 더 높았으므로, 증상의 여부와는 상관 없이 물리적으로 거리를 둔 것 역시 중요하다.

### 기타 방법
그 외에도 타이레놀 먹기 등 많이 있다.

## 영향
2020년 11월 발표된 해리슨 교수 연구진의 논문에 따르면, 미국에서 코로나19를 겪은 환자들은 단순히 인플루엔자 바이러스에 접촉되었던 사람보다 더 유의하게(<.0001) 정신장애, 기분장애, 불안장애 전반에 노출될 것이 예측되었다. 이러한 연구는 코로나19에 대해 알려진 신체 건강 위험 요소와는 무관하지만 사회 경제적 요소에 의해 가능한 잔류 혼란을 배제 할 수는 없는 상황에서의 결과란 점도 함께 언급하였다.

## 의료체계 붕괴
강력한 전염병이 창궐하면, 기존의 의료체계가 붕괴된다. 병상부족과 의료진부족이 문제된다.
2020년 3월 16일, 스페인은 개인병원을 비롯해 모든 영리·비영리 민간병원을 일시 국유화하는 조치를 취했다. 의료진들과 의료·의약품 제조사들도 정부 통제를 받게 됐다. 영국 인디펜던트는 17일 스페인이 코로나19에 대응하기 위해 모든 병원을 국유화하는 극적인 조치를 취했다고 전했다.
2020년 3월 22일, 스페인 정부가 코로나19 감염의 급속한 확산으로 의료 일선의 현장 인력이 크게 부족해지면서 은퇴한 의사와 간호사 1만4000명을 포함해 총 5만2000명의 추가 인력을 소집했다. 또한 병상이 크게 모자란 수도 마드리드와 제2도시 바르셀로나엔 대형 컨벤션센터에 임시 병원도 설치했다. 현재, 스페인의 코로나19 사망자는 이탈리아, 중국에 이어 세계에서 3번째로 많다.
2020년 3월 29일, 미국과 유럽에서 코로나19 확진자가 폭발적으로 증가하면서 의료시설 부족이 심각한 문제가 되고 있다. 미국 뉴욕시 센트럴 파크에 인공호흡기를 갖춘 야전병원이 세워지고 있으며, 같은 날 스페인 바르셀로나 시청의 체육관은 임시병원으로 개조되고 있다. 앞서 27일은 영국 런던 시내에 나이팅게일 병원이라는 이름의 임시병원이 만들어졌다.
2020년 4월 6일, 고딕 양식 성당으로는 세계 최대 규모인 뉴욕 맨해튼 세인트 존 더 디바인 대성당에 공조 시설을 갖춘 9개 임시 병동이 세워질 예정이다. 미국 뉴욕 맨해튼 북쪽에 위치한 세인트 존 더 디바인 대성당은 1892년 첫 삽을 떴지만 아직도 완공까지 33년 남아 2050년에 완공될 예정이다. 임시 병동은 600피트(약 183m) 길이의 교회 신도석과 지하실까지 사용할 예정으로, 환자는 최소 200명 수용이 가능할 전망이다. 리프톤 다니엘 지구장은 NYT와의 인터뷰에서 "과거에도 전염병이 돌면 대성당을 이렇게 활용했다"며 "그렇기 때문에 지금 우리에게만 생소할 뿐 전혀 새로운 게 아니다"고 말했다.
2020년 4월 27일, 일본 후생노동성은 코로나19 감염을 조사한 PCR 검사에 대해 치과의사에게도 검사 실시를 인정하기로 결정했다.
2020년 8월 13일, 한국의 인구 1000명당 활동 의사 수는 한의사를 포함해도 2.3명(의사 1.89명, 한의사 0.4명)에 불과하다. 경제협력개발기구(OECD) 평균(3.4)의 68% 수준이다. 김진현 서울대 간호대 교수가 최근 발표한 자료에 따르면 한국 의사의 1인당 소득은 도시근로자의 6배에 달한다. OECD 국가들의 의사 소득 비율이 2~3배인 점을 감안하면 매우 높은 수준이다. 이같은 높은 소득 수준은 의료 수요에 비해 공급이 크게 부족하단 것을 의미한다. 즉, 평시에도 의사 수가 매우 적은데, 코로나 19가 발병한 것이다.
2020년 10월 25일, 체코 바비스 총리는 다음 달 초에 의료체계가 붕괴할 수도 있다고 경고했다. 체코 정부는 의료진이 부족하자 의대생을 의료 현장에 투입했다.
2020년 11월, 벨기에 보건부는 코로나 확진 판정을 받은 의료진이라고 하더라도 무증상 감염이면 계속 근무해달라고 요청했다. 이에 따라 벨기에의 일부 종합병원들은 무증상 감염인 의사·간호사들에게 계속 출근해달라고 요구하고 있다.
2020년 11월 19일, 이탈리아에서는 코로나19 확진자 100만명당 4명이 사망하며, 세계에서 3번째로 높은 사망률을 기록하고 있다. 지난봄 코로나19 사태 이후 중환자실(ICU) 수용 한도를 약 2배 늘려 9931개까지 확보했다. 인공호흡 장치 역시 추가로 구매했다. 문제는 의사와 간호사 숫자가 그대로다. 이탈리아의 많은 의료진은 지난 봄 코로나19 급증 이후 의료계를 떠나거나 트라우마를 호소하며 조기 은퇴를 선언했다. 당시 이탈리아는 마스크, 방역복이 충분히 확보되지 않은 상태에서 의료진을 현장으로 내몰며 세계에서 가장 많은 의료진 사망자를 냈다.
2020년 12월, 코로나19 확진자가 급증하자 이탈리아 정부는 의사면허 없는 의대 졸업생 모두를 환자 진료 업무에 조기에 투입했다. 이탈리아는 의사 면허시험을 아예 면제해주고 이전보다 8, 9개월 일찍 진료 업무를 시작해 코로나19에 대응하고 있다.
2021년 3월 9일, 이탈리아가 유럽에서 처음으로 신종 코로나바이러스 감염증(코로나19) 중증 환자 치료를 위한 이동식 응급 열차를 도입했다. 이탈리아 국영 철도회사(FdS)가 전날 로마 테르미니역에서 공개한 이 열차는 총 8량 가운데 3량이 중환자 병실로 개조돼 환자 21명을 동시에 수용할 수 있다. 열차 내 병상에는 산소호흡기 등 주요 장비가 마련돼 있고, 한 량당 의사 1명과 간호사 4명의 전문 의료진이 배치돼 24시간 환자를 돌보게 된다.
2021년 11월 23일, 네덜란드의 중환자실 병상 1050베드 중 이날 기준 488베드가 코로나 환자 치료에 사용되고 있고 암 치료와 심장 수술 등 생명이 위중한 환자들은 병상을 배정 받지 못하고 있는 상황이다. 네덜란드 보건당국(NSA)에 따르면 현재 전국 종합병원 수술실 중 전체 3분의 1이 문을 닫았다. 중환자 병상을 최대한 코로나 병상으로 투입하기 위해서다. 네덜란드가 독일로 급한 환자들을 이송하고 있지만 독일의 상황도 좋지 않다.
2021년 11월 28일, 팬데믹 이후 한국 정부가 병상 동원령을 통해 '최대치'로 확보한 코로나19 중환자 병상은 1135개로, 인구 100만명 당 22.1개다. 이는 일부 유럽 국가들이 100만명 당 30~40개, 최대 100개 이상의 병상을 가동하는 것과 대조된다. 국제 통계 사이트 '아워월드인데이터'에 따르면 지난 21일 기준 독일은 100만명 당 43개, 미국은 35개의 코로나19 중환자 병상을 가동 중이다. 세계적 대유행 시기인 지난 2월은 스페인 104개, 포르투갈 85개, 미국 66개, 영국 54개의 중환자 병상이 가동됐다. 스페인처럼 중환자 병상을 확보한다면, 한국은 5341개까지 늘릴 수 있다.

## 같이 보기
- 반중 감정
- 대한민국의 코로나19 범유행
- 코로나19 범유행

## 참고 자료
- Guilherme Amaral Calvet;  외. (2021년 4월 28일). “Investigation of SARS-CoV-2 infection in dogs and cats of humans diagnosed with COVID-19 in Rio de Janeiro, Brazil”. 《PLOS ONE》 (Public Library of Science) 16 (4). doi:10.1371/journal.pone.0250853.
- Anika Singanayagam;  외. (2021년 10월 29일). “Community transmission and viral load kinetics of the SARS-CoV-2 delta (B.1.617.2) variant in vaccinated and unvaccinated individuals in the UK: a prospective, longitudinal, cohort study”. 《The Lancet Infectious Diseases》 (Elsevier) 3099 (21). doi:10.1016/S1473-3099(21)00648-4.
- Hayley A Thompson;  외. (2021년 2월 9일). “Severe Acute Respiratory Syndrome Coronavirus 2 (SARS-CoV-2) Setting-specific Transmission Rates: A Systematic Review and Meta-analysis”. 《Clinical Infectious Diseases》 (Oxford Academic) 73 (3). doi:10.1093/cid/ciab100.